# DAT
DAT (на английски: Digital audio tape) или R-DAT (на английски: Rotary-Digital audio tape) е цифров аудиоформат, разработен съвместно от фирмите Sony и Philips, представен и въведен на пазара през 1987 г.
DAT е замислен като алтернативен потребителски аудиоформат, който същевременно е и алтернатива на широко разпространения по това време аналогов звукозапис на компакт-касета. DAT форматът не получава широко разпространение, но за сметка на това намира голяма подкрепа сред работещите в професионалните звукозаписни студия, тъй като е компактен, осигурява високо качество на звука, лесен е за управление и предоставя големи възможности за редактиране на звукозаписа. Също така DAT записващите и възпроизвеждащи устройства са достъпни поради сравнително ниската си цена и са лесни за транспортиране в сравнение с наложилите се дотогава професионални магнетофонни декове.
DAT-касетите са с габарити наполовина на компактните касети, а магнитната им лента е затворена в защитна пластмасова кутия с размер 73 mm × 54 mm × 10,5 mm. DAT форматът използва 16-битова импулсно-кодова модулация (PCM) без компресия, като CD, а честотната дискретизация може да бъде по-висока от тази на CD (44,1 kHz) или по-ниска, а именно: 48, 44,1 или 32 kHz. Това значи, че направеният на DAT звукозапис е практически без загуба на качеството от първоизточника като изходен сигнал, в контраст с по-новоналожилите се на музикалния пазар цифрови формати DCC (Digital Compact Cassette) и MD (MiniDisc).
Въпреки че е предназначен да замести аналоговите компакт-касети, форматът никога не е широко възприет от потребителите поради проблеми, свързани с разходите, както и опасения от музикалната индустрия за неоторизирани висококачествени копия. Форматът е с умерен успех на професионалните пазари и като компютърна среда за съхранение. Тъй като Sony престана да произвежда нови записващи устройства, става по-трудно да се възпроизвеждат архивирани записи в този формат, освен ако те не са копирани в други формати или твърди дискове.